# Mangyongdae
Mangyongdae o Man'gyŏngdae (en coreano: 만경대) es una colina y vecindario en Mangyongdae-guyok, Pionyang, Corea del Norte. Mangyongdae es el lugar de nacimiento del líder fundador del país Kim Il-sung. Mangyongdae es también el lugar de nacimiento de su padre Kim Hyŏng-jik. Las estructuras originales han sido cambiadas por réplicas.